# Tylos spinulosus
Tylos spinulosus är en kräftdjursart som beskrevs av James Dwight Dana 1853. Tylos spinulosus ingår i släktet Tylos och familjen Tylidae. Inga underarter finns listade i Catalogue of Life.